# Sinfonia tragica (film 1925)
Sinfonia tragica (Soul-Fire) è un film muto del 1925 diretto da John S. Robertson. La sceneggiatura di Josephine Lovett si basa su Great Music, lavoro teatrale di Martin Brown andato in scena in prima a Broadway il 4 ottobre 1924.

## Trama
A Parigi, dove è andato a vivere per studiare musica, il giovane compositore Eric Fane diventa l'amante di Rhea, una principessa russa. Per lei, abbandona gli studi e si mette a comporre musiche commerciali i cui guadagni gli permettono di condurre una vita facile e dedita ai bagordi. Ma, ben presto, si stanca e torna ai suoi studi. Rhea, però, non accetta di condividere con lui la povertà ed Eric, alla fine, lascia Parigi. Imbarcatosi a Port Said, sbarca il lunario suonando il piano. Una sera, nel locale dove suona, viene alle mani con un marinaio ubriaco e gli spara. Deve fuggire e, per far perdere le sue tracce, assume l'identità del morto. Giunto a bordo di una nave in un'isola del Mari del Sud, incontra Teita, una bella ragazza inglese i cui genitori sono morti. I due si innamorano e, felici, progettano di sposarsi. Ma, la sera prima delle nozze, Eric vede sulla spalla di Teita una macchia che lo spaventa, perché lo fa pensare che sia un sintomo della lebbra. Atterrito, manda a chiamare un medico e, nell'attesa della sua venuta, si mette a comporre, ispirato dalla tragedia che sente imminente. La diagnosi del dottore lo rinfranca: Teia soffre solo di un disturbo di poca importanza. La musica che ha composto quella notte lo porterà, però, alla celebrità: eseguita in concerto a Londra, verrà accolta trionfalmente sia dal pubblico che dalla critica.

## Produzione
Il film fu prodotto dalla Inspiration Pictures.

## Distribuzione
Il copyright del film, richiesto dalla Inspiration Pictures, Inc., fu registrato il 7 maggio 1925 con il numero LP21428. Distribuito dalla First National Pictures, il film uscì nelle sale cinematografiche statunitensi il 31 maggio dopo essere stato presentato in prima a New York il 5 maggio 1925.
Copia completa della pellicola si trova conservata negli archivi dell'UCLA Film And Television Archive di Los Angeles.